# Mirmeleòntids
Els mirmeleòntids (Myrmeleontidae) són una família de l'ordre Neuroptera, coneguts comunament com a formigues lleó.
El nom de formiga lleó es refereix a la larva, que viu en sòls sorrencs i excava un clot en forma d'embut en el fons del qual s'amaga, deixant sobresortir només les seves mandíbules. Els insectes petits cauen en aquesta fossa i no poden sortir a causa de les parets de sorra solta, de manera que són menjats per la formiga lleó. Totes les larves de formigues lleó s'alimenten d'altres insectes, però no totes les espècies caven els clots.
Hi ha centenars d'espècies de mirmeleòntids. Quan estan desenvolupades completament, poden arribar a mesurar al voltant d'1 cm de longitud. Posseeix grans i poderoses mandíbules. Passa la fase de pupa a la primavera, a l'interior d'un capoll recobert de sorra. Els adults són depredadors, alimentant-se de petits insectes voladors, erugues i altres espècies de formigues lleó. Es comuniquen per mitjà de feromones. Els seus ous els ponen sobre la vegetació, sobre el sòl o lleugerament enterrats.
Es troben, sobretot, a les regions tropicals, però a Europa viuen alguns gèneres, arribant una espècie fins i tot fins a Finlàndia. L'espècie mediterrània Palpares libelluloides mereix especial esment, ja que arriba a mesurar els 11 cm d'envergadura.